# بيل إميري
بيل إميري (بالإنجليزية: Bill Emery)‏ (25 أغسطس 1897 في المملكة المتحدة - 13 ديسمبر 1962 في المملكة المتحدة) هو لاعب كريكت بريطاني. شارك مع فريق ويلز الوطني للكريكيت ‏. أما مع النوادي، فقد لعب مع نادي مقاطعة غلاموركن للكريكت ‏.

## وصلات خارجية
- بيل إميري على موقع إي آس بي آن كريك إنفو (الإنجليزية)